# Vinci (Golubac)
Pour les articles homonymes, voir Vinci.
Vinci (en serbe cyrillique : Винци) est un village de Serbie situé dans la municipalité de Golubac, district de Braničevo. Au recensement de 2011, il comptait 363 habitants.

## Démographie

### Évolution historique de la population
| 1948 | 1953 | 1961 | 1971 | 1981 | 1991 | 2002 | 2011 |
| ---- | ---- | ---- | ---- | ---- | ---- | ---- | ---- |
| 454  | 466  | 454  | 425  | 414  | 375  | 345  | 363  |

|  |